# Paj (stacja kolejowa)
Paj (ros. Пай, krl. Pajusuo) – stacja kolejowa w miejscowości Paj, w rejonie prionieżskim, w Karelii, w Rosji. Położona jest na linii Wołchow - Murmańsk.